# II (álbum de Hardline)
II  es el segundo álbum de la banda estadounidense de Hard rock "Hardline".
Fue lanzado en 2002.
El álbum fue originalmente iba a ser llamado Hyperspace, pero el vocalista Johnny Gioeli decidió cambiar el nombre a simplementeII, porque según sus palabras "es un proceso natural de lo que hemos empezado con nuestro álbum debut Double Eclipse".
Cuenta con el exguitarrista de The Storm Josh Ramos, en sustitución de Neal Schon, quien aparece como compositor y guitarrista en la canción "This Gift" la cual, en realidad es un demo antiguo de la banda, antes de su disolución.
También incluye cambios en la batería, ahora con Bobby Rock en sustitución de Deen Castronovo, y en el bajo Christopher Maloney en el lugar de Todd Jensen, también se une a la banda el tecladista Michael T. Ross como nuevo integrante.

## Lista de canciones
1. "Hold Me Down" (Bob Burch, Johnny Gioeli) - 4:01
2. "Y" (B. Burch, J. Gioeli) - 4:34
3. "Paralyzed" (J. Gioeli, Paul Mirkovich, Marc Tanner) - 4:52
4. "Face the Night" (J. Gioeli) - 4:23
5. "Do or Die" (B. Burch, J. Gioeli) - 4:15
6. "Hey Girl" (B. Burch, J. Gioeli) - 4:33
7. "Only a Night" (J. Gioeli) - 4:10
8. "Your Eyes" (B. Burch, J. Gioeli) - 3:35
9. "Weight" (J. Gioeli, Joey Tafolla) - 3:21
10. "Way It Is, Way It Goes" (B. Burch, J. Gioeli, J. Tafolla) - 5:19
11. "This Gift" (J. Gioeli, Neal Schon) - 3:39
12. "Only a Night" (Acústica, solo en la edición japonesa como bonus track) - 3:45

## Créditos

### Miembros
- Johnny Gioeli – vocalista, executive producer
- Josh Ramos – guitarra principal
- Joey Gioeli – guitarra rítmica
- Bobby Rock – Baterista
- Christopher Maloney – bajo
- Michael T. Ross – Tecladista

### Músicos adicionales
- Neal Schon - guitarra en la canción "This Gift"

### Producción
- Bob Burch - productor, ingeniero, mezclas
- Andy Haller - ingeniero, mezclas
- Gary Hoey - mezclas
- Mike S. Robinson - productor ejecutivo.

- Datos: Q1436910